# Rellotgeria

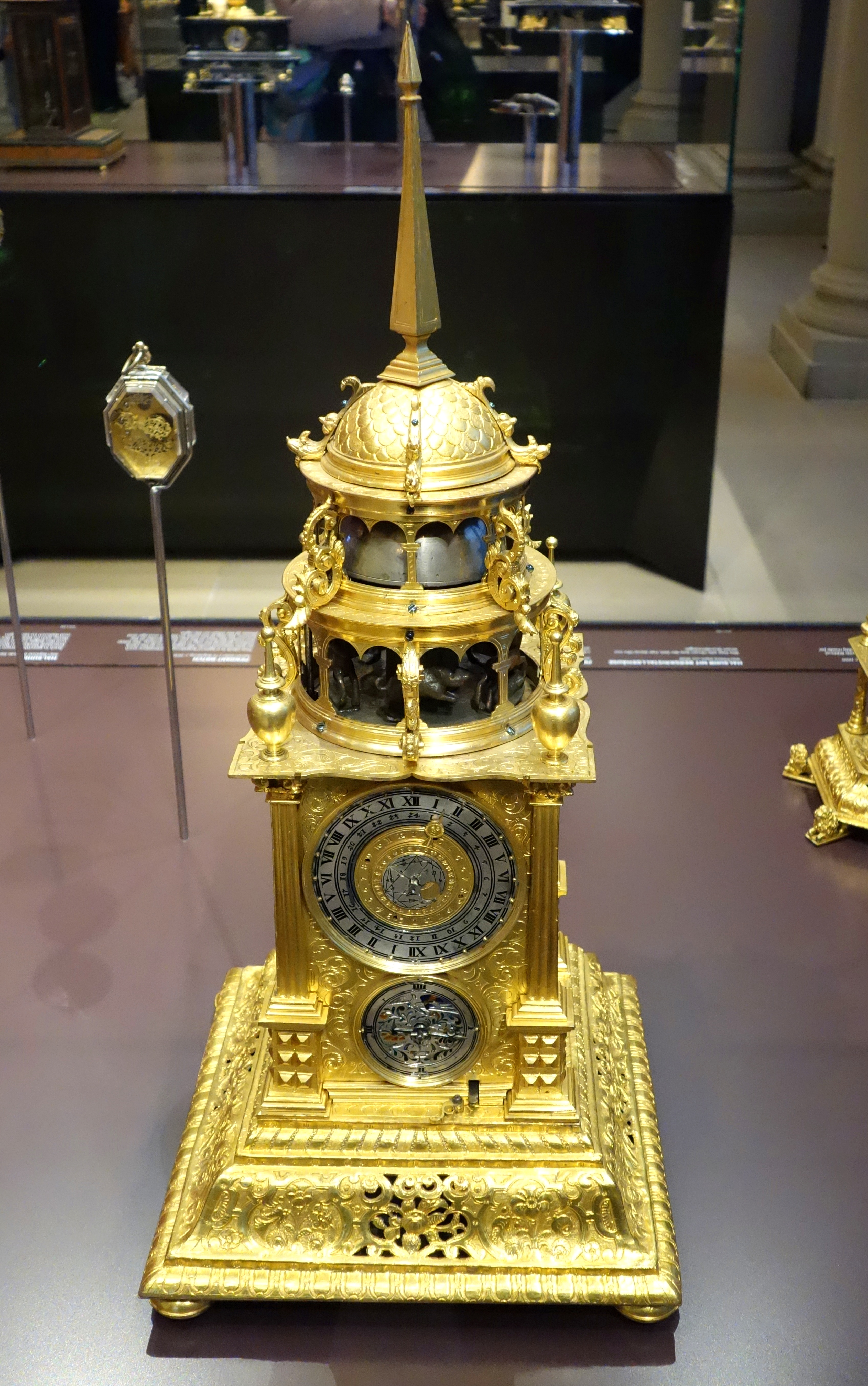
Rellotge de sobretaula, Augsburg cap a 1590.

La rellotgeria inclou la ciència, la tecnologia, l'art, la indústria, el comerç d'instruments adequats per mesurar el temps. Com a ciència i art inclou l'estudi de la mesura del temps. Com a tecnologia, inclou la seva aplicació a la indústria i el comerç de rellotges, mecanismes de rellotgeria, rellotges de sol, rellotges de sorra, clepsidres, cronòmetres, registradors de temps, cronòmetres marins i rellotges atòmics, tots exemples d'instruments utilitzats per mesurar el temps.
En l'ús actual, la rellotgeria es refereix principalment a l'estudi dels dispositius mecànics de cronometratge, mentre que la cronometria inclou de manera més àmplia els dispositius electrònics que han suplantat en gran manera els rellotges mecànics per obtenir la millor exactitud i precisió cronometratge.

## Història

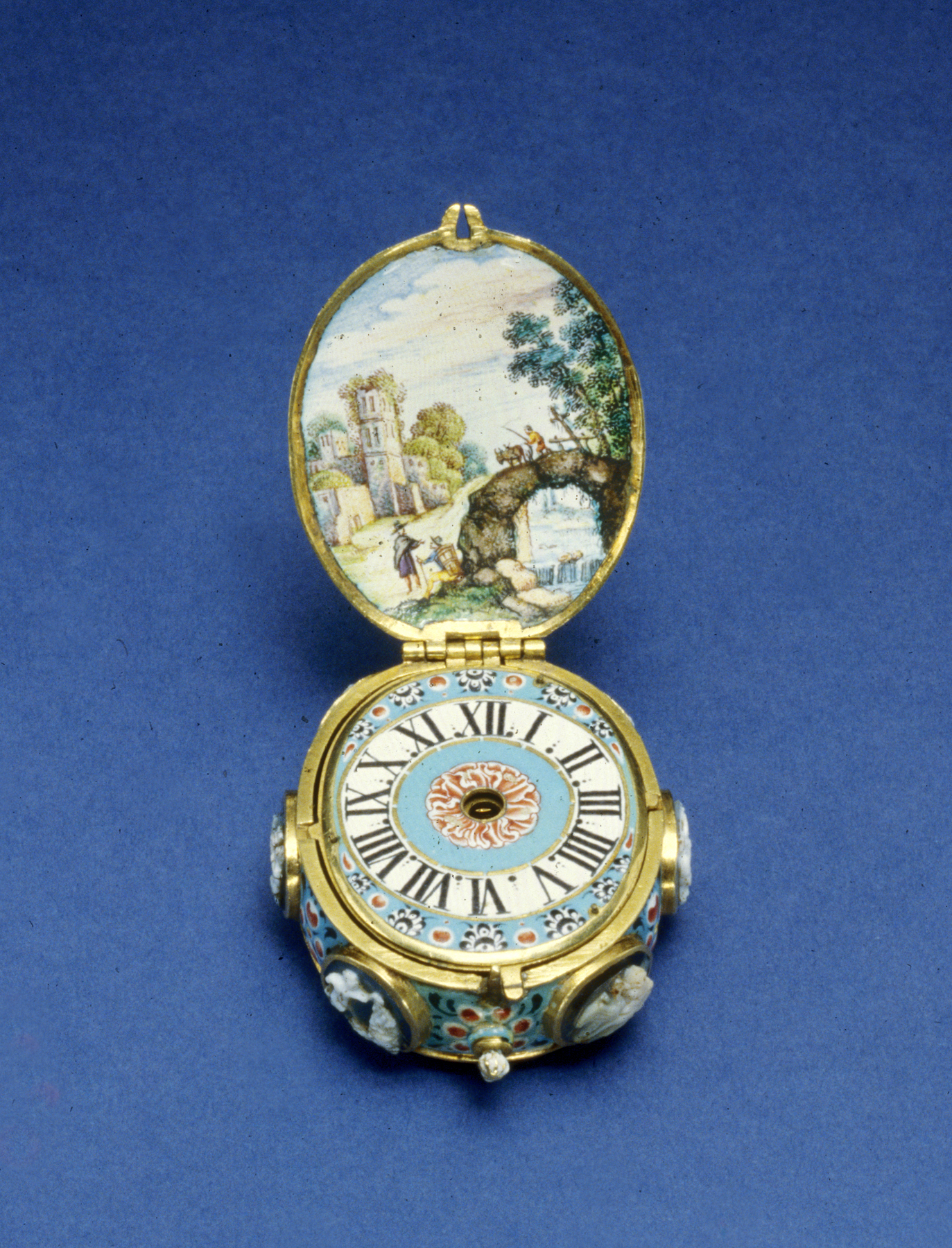
Un rellotge penjant al voltant de 1650.

Grans mecanismes de rellotgeria es van instal·lar als campanars de les ciutats del Sacre Imperi Romà Germànic des de l'Edat Mitjana (exemples Catedral d'Estrasburg el 1354 ; Stralsund el 1394 ; Berna el 1405 o Praga el 1410).
La fabricació dels primers mecanismes de rellotgeria moguts per ressorts es va establir al XVI. segle Aquests petits mecanismes sovint incloïen indicacions astronòmiques i es col·locaven sobre una taula. Les ciutats de Nuremberg, Augsburg i Praga van ser els primers centres de creació i fabricació d'aquests mecanismes. Ràpidament, van aparèixer altres centres de rellotgeria a tot Europa.
La indústria rellotgera va començar molt d'hora a Suïssa i després a Anglaterra, amb moltes invencions i trucs per organitzar el treball i la producció en massa, cosa que va permetre avenços molt avançats per a l'època, tant en la tecnologia com en el refinament dels productes, en un context de política. intervenció del poder. La precisió, l'automatització, la metal·lúrgia fina han permès marcar fites per a altres activitats estratègiques, en particular la marina, i altres futures indústries mecanitzades. Aquesta història es va accelerar gradualment a partir del segle xviii amb l'aparició d'una protoindústria massiva a les muntanyes suïsses, que va precedir la revolució industrial i la va resistir durant molt de temps.
El primer rellotger francès, Thomas Bayard, natural de Vézelize a la Lorena, va ser qualificat en el registre d'habitants el 6 novembre 1554 com a orfebre i "oròleg". Li van seguir, durant els anys següents, els rellotgers d'Autun, Dijon i Avinyó, en total més de quinze. L'arribada el1587 de Charles Cusin, que havia vingut d'Autun, va precedir al naixement d'una corporació en 1601 sota el nom de "Mestratge dels rellotgers de Ginebra", sobre el model de la jurande dels orfebres de 1566. L'accés a la professió està restringit (només un aprenent per mestre), però obert als estrangers, que van fundar aquest "Mestratge". Els caixistes el 1698 i els gravadors el 1716 van constituir al seu torn el seu propi domini, escapant a la jurisdicció dels rellotgers i orfebres.
Durant les guerres de religió, Jean Calvin, el reformador protestant instal·lat a Ginebra en 1536, va acollir als refugiats hugonots que van augmentar el nombre dels seus partidaris. La seva prohibició de portar objectes decoratius va empènyer als orfebres cap a la rellotgeria, establint la rellotgeria de Ginebra. Calvino prohibeix als habitants, en nom de la moral protestant, portar joies, accessoris superflus de seducció. Joiers ginebrins convertits a la rellotgeria i rellotges amb incrustacions de pedres precioses. Aquests rellotges eludeixen la noció de joieria de Calvin i, per tant, podria desenvolupar-se la rellotgeria de luxe,.

## Holanda i Anglaterra

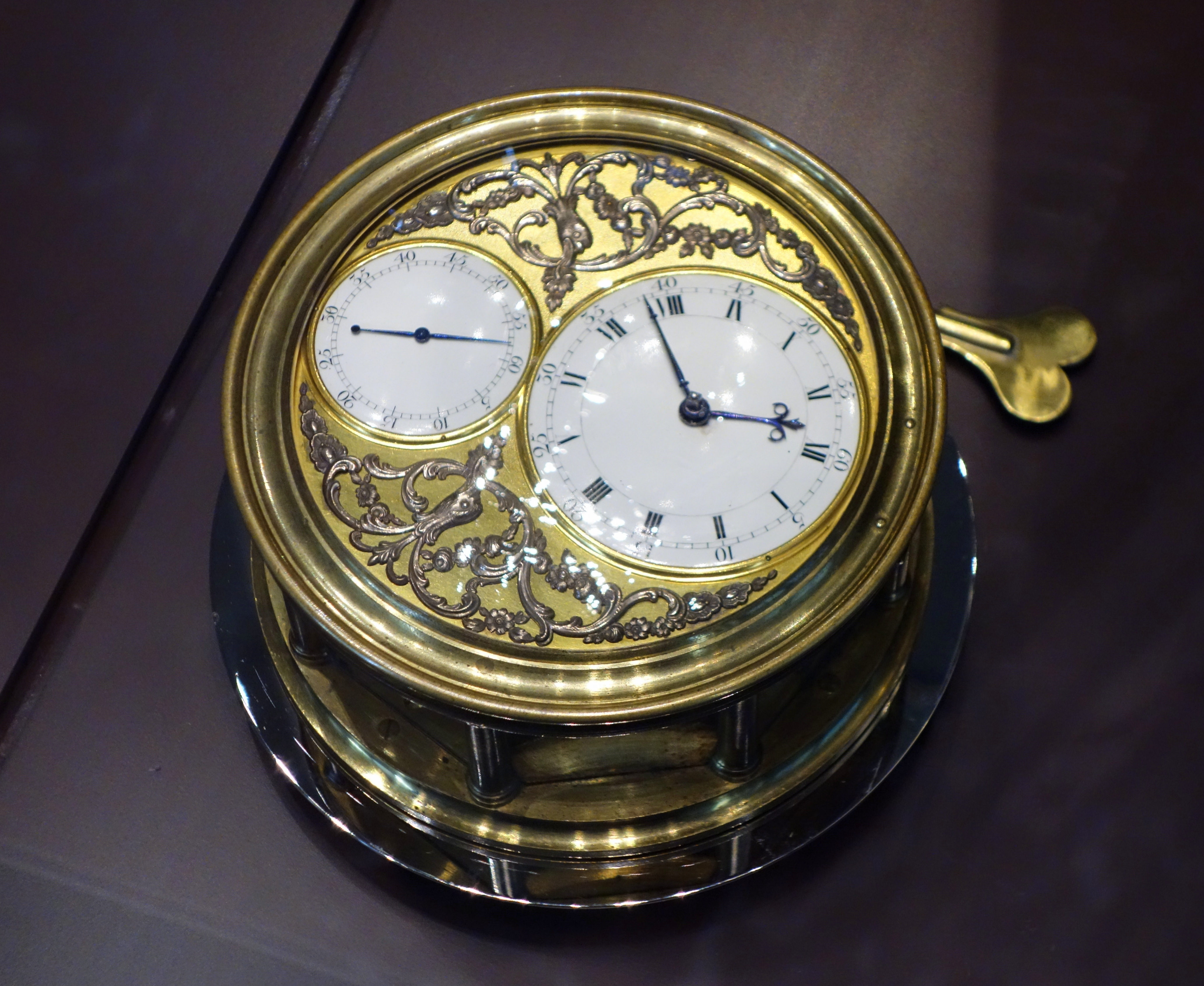
Copia al voltant del 1795 d'un cronòmetre marí creat originalment per Thomas Mudge.

Navegants holandesos i anglesos, que van començar a dominar els oceans a partir de mitjans del XVII XVII. segle, gràcies als vaixells més grans, necessitava cronòmetres marins per calcular millor les distàncies. Fins a mitjan segle xvii, els rellotges eren imprecisos i, sovint, tenien una sola mà. En 1657, la tècnica va progressar mitjançant l'ús del pèndol, gràcies al matemàtic, físic i astrònom holandès Christian Huygens, qui va continuar el treball de Galileu.
Hi va haver un gran progrés el 1670, amb la fuita d'àncora del científic anglès Robert Hooke (1653-1703). El 1675, Christian Huygens va confiar a Isaac Thuret el primer rellotge amb un ressort en espiral, equipat amb un volant, un invent que Robert Hooke va qüestionar. Aquest progrés troba ressò a Europa. Daniel Jeanrichard (1665-1741), establert a La Sagne, en el Jura suís, va crear així el seu primer rellotge en 1681, copiat d'un model anglès descobert en 1679. Més tard, entrenarà desenes d'artesans. La rellotgeria anglesa es desenvoluparia llavors amb Daniel Quare (1649 – 1724), qui en 1686 va adaptar el minuter al centre de l'esfera. Fins llavors, només es feia servir la maneta de l'hora. Cap al 1700, encara a Anglaterra, l'ús de pedres perforades com a coixinets de pivot dels pèndols va fer que la tècnica fes un salt endavant.

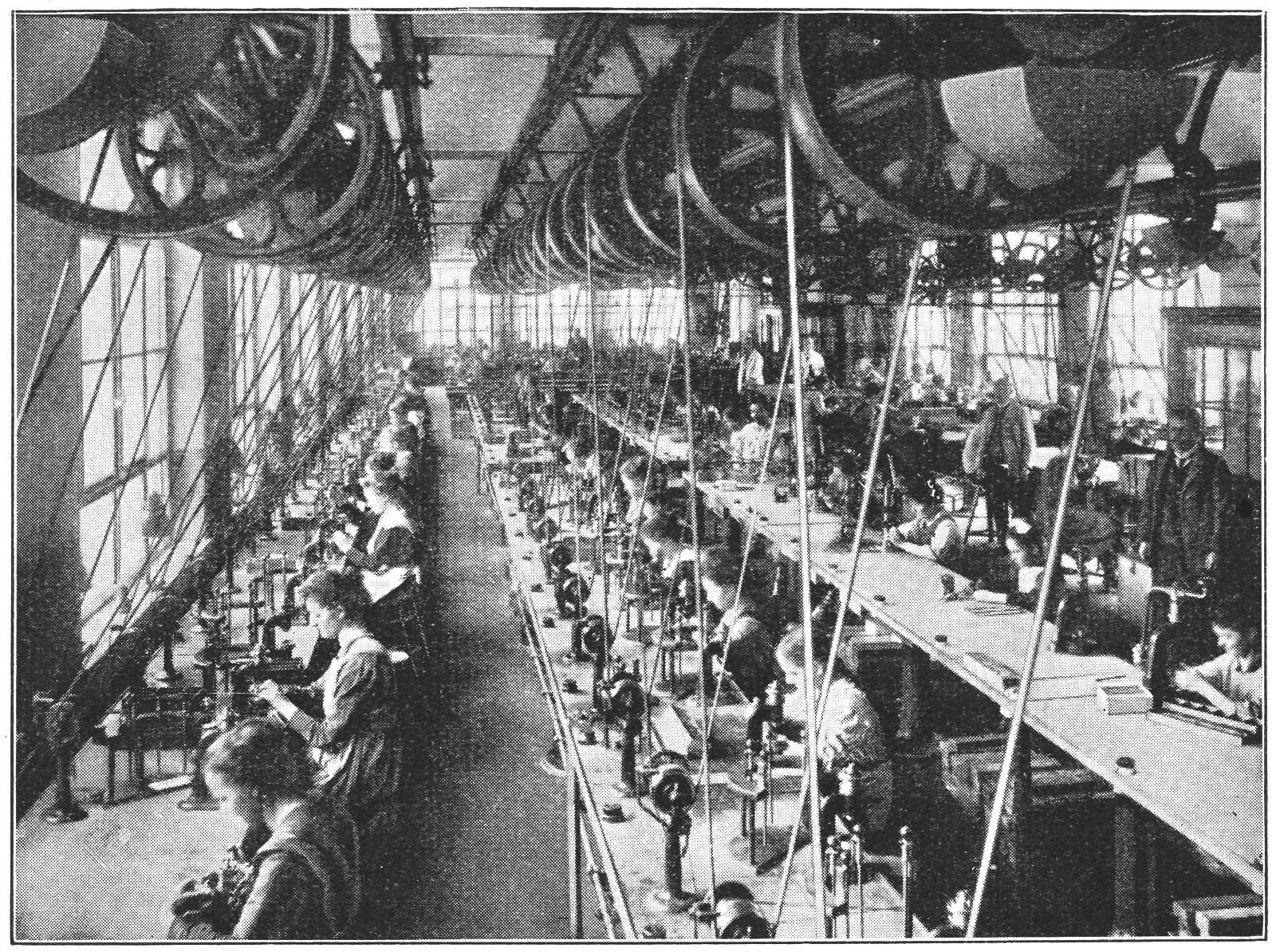
Producció de rellotges de butxaca a Junghans al voltant de 1925

## Present
Com en altres branques de la indústria, la part de fabricació de la producció de rellotges està altament automatitzada avui dia, les activitats humanes als edificis de la fàbrica es limiten a la logística i la preparació del treball, així com al treball de control i manteniment. Des del punt de vista del mercat, la producció i les vendes de rellotges estan globalitzades actualment. Els jugadors més recents són una sèrie de països asiàtics emergents, en primer lloc, és clar, la Xina en ràpid creixement. No només els rellotges originals o barats provenen de la regió asiàtica, sinó també una proporció significativa de falsificacions més barates de marques europees conegudes, cosa que està causant cada vegada més mals de cap i treball legal per als fabricants europeus.

## Tractats i manuals
Les obres especialitzades sobre rellotgeria són relativament nombroses. Vegeu, a continuació, una selecció arbitrària - i limitada- sense cap pretensió d'exhaustivitat.
- 1673. Horologium Oscillatorium. Christiaan Huygens.[12]
- 1715. L'ombre illustrate overo trattato di orologi.[13]
- 1785. Mémoire sur l'horlogerie, contenant une nouvelle construction de montres simples & à répétitions à roues de rencontre, etc.[14]
- 1798. Arte de reloxes de ruedas, para torre, sala, y faltriquera. Manuel del Río.[15]
- 1830. Manuel de l'horloger: ou Guide des ouvriers qui s'occupent de la construction des machines propres à mesurer le temps. Louis Sébastien Lenormand.[16]
- 1849. Histoire de l'horlogerie depuis son origine jusqu'à nos jours. Pierre Dubois.[17]
- 1864. Manual del Relojero. Faustino Bastús.[18]
- 1871. Cenni storici dell'orologeria, etc.[19]
- 1896. The Watch & Clock Makers' Handbook, Dictionary and Guide.[20]
- 2012. Watch Repair for Beginners: An Illustrated How-To Guide for the Beginner Watch Repairer.[21]